# Dicladispa
Dicladispa — род жуков подсемейства щитовок из семейства листоедов. Отличающиеся шипами по всему телу. В 3 подрадах описано 128 видов.

## Внешний вид
Довольно маленькие (3—7,5 мм), продолговатые, пестрые (часто коричневатые) жуки с чуть заметным металлическим блеском. Верхняя сторона покрыта длинными острыми шипами, вид может напоминать крошечных ежиков. Покрытие рыльев имеют шипы вдоль бокового края и по спине, переднеспинка имеет несколько с каждой стороны. В этом роде шипы не поразительно длинные. Антенны 11-сочлененные, довольно тонкие, около половины длины тела. Верхняя сторона часто имеет узкие, легкие, похожие на волосы раковины.

## Жизнь
Как личинки, так и взрослые живут на растениях и питаются ими. Вид обитает в основном на траве, включая различные злаки, но может встречаться и на многих других растениях.

## Распространенность
Род широко распространен в Африке и Азии, включая один вид в южной Европе.